# Euniphysa misakiensis
Euniphysa misakiensis är en ringmaskart som beskrevs av Michiya Miura 1987. Euniphysa misakiensis ingår i släktet Euniphysa och familjen Eunicidae. Inga underarter finns listade i Catalogue of Life.